# Australian Open 1984
Wielkoszlemowy turniej tenisowy Australian Open w 1984 roku rozegrano w Melbourne w dniach 26 listopada - 9 grudnia.

## Zwycięzcy

### Gra pojedyncza mężczyzn
- Mats Wilander (SWE) - Kevin Curren (RSA) 6:7(5), 6:4, 7:6(3), 6:2

### Gra pojedyncza kobiet
- Chris Evert (USA) - Helena Suková (TCH) 6:7(4), 6:1, 6:3

### Gra podwójna mężczyzn
- Mark Edmondson (AUS)/Sherwood Stewart (USA) - Joakim Nyström (SWE)/Mats Wilander (SWE) 6:2, 6:2, 7:5

### Gra podwójna kobiet
- Martina Navrátilová (TCH)/Pam Shriver (USA) - Claudia Kohde-Kilsch (GER)/Helena Suková (TCH) 6:3, 6:4

### Gra mieszana
Nie rozegrano turnieju par mieszanych